# Pen-si
Pen-si (čínsky pchin-jinem Běnxī, znaky 本溪) je městská prefektura v Čínské lidové republice, kde patří k provincii Liao-ning. Má rozlohu 8 428 čtverečních kilometrů a v roce 2020 zde žilo přibližně 1,3 miliónu obyvatel.

## Poloha
Pen-si se nachází na východě provincie Liao-ning nedaleko Šen-jangu. Na severu sousedí s prefekturami Fu-šun, Šen-jang, na západě s prefekturou Liao-jang, na jihu s prefekturou Tan-tung a na východní hranici s provincii Ťi-lin.

## Administrativní členění
Městská prefektura Pen-si se člení na šest celků okresní úrovně, a sice čtyři městské obvody a dva autonomní okresy.
| Pching-šan Si-chu Ming-šan Nan-fen autonomní okres · Pen-si autonomní okres · Chuan-žen |                |                       |                    |                                  |
| Název                                                                                   | Název          | Počet obyvatel (2020) | Rozloha km² (2020) | Hustota zalidnění (obyv. na km²) |
| český přepis                                                                            | znaky          | Počet obyvatel (2020) | Rozloha km² (2020) | Hustota zalidnění (obyv. na km²) |
| Městské obvody                                                                          |                |                       |                    |                                  |
| Pching-šan                                                                              | 平山区         | 226 059               | 179                | 1 264                            |
| Si-chu                                                                                  | 溪湖区         | 204 660               | 317                | 645                              |
| Ming-šan                                                                                | 明山区         | 378 936               | 405                | 935                              |
| Nan-fen                                                                                 | 南芬区         | 55 560                | 615                | 90                               |
| Autonomní okresy                                                                        |                |                       |                    |                                  |
| Pen-si (mandžuský)                                                                      | 本溪满族自治县 | 230 850               | 3 349              | 69                               |
| Chuan-žen (mandžuský)                                                                   | 桓仁满族自治县 | 229 953               | 3 563              | 65                               |
|                                                                                         |                |                       |                    |                                  |
| Celkem                                                                                  | Celkem         | 2 872 857             | 19 701             | 146                              |

## Partnerská města
- Brampton, Kanada
- Elektrostal, Rusko (2011)
- Peoria, Illinois, Spojené státy americké